# Бучин (Мазовецьке воєводство)
Бучин (пол. Buczyn) — село в Польщі, у гміні Червін Остроленцького повіту Мазовецького воєводства.
У 1975-1998 роках село належало до Остроленцького воєводства.